# Rotonda mágica

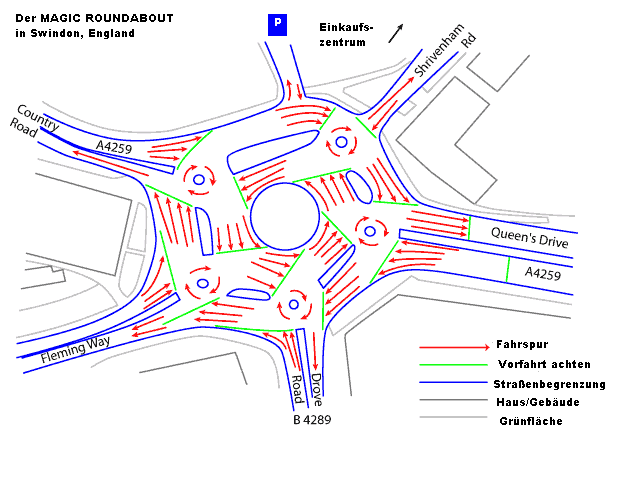
Esquema de funcionamiento: las flechas rojas son carriles y direcciones, las líneas verdes son ceda el paso, y las líneas azules son los límites de la calzada.

La rotonda mágica (Magic Roundabout en inglés), situada en Swindon (Inglaterra), es una gran rotonda que comprende otras cinco más pequeñas, construida en 1972. El nombre deriva del programa infantil de televisión de los años cincuenta y sesenta The Magic Roundabout.

## Historia
En 1963 la ciudad de Swindon comenzó a buscar una solución para los atascos recurrentes en Drove Road. Tras una propuesta inicial consistente en una vía elevada, se consultó con el British Transport Research Laboratory. Este propuso utilizar un sistema similar al construido en una situación parecida en Colchester: incorporar dos rotondas ya existentes en una mayor y añadir cinco más pequeñas alrededor, para dispersar el tráfico y aumentar la seguridad. El sistema se experimentó en 1971 y terminó de construir en 1972.
El nombre oficial de esta rotonda fue inicialmente County Islands Ring Junction («Intersección en anillo de County Islands»). Como apenas nadie más que los funcionarios la llamaban por este nombre, el nombre oficial fue cambiado por el nombre popular, «la rotonda mágica», a finales de la década de los 1990.

## Características
Sirve de intersección a seis vías, cinco de ellas carreteras:
- Shrivenham's Road
- Queen's Drive
- Drove Road
- Fleming Way
- County Road
- y la entrada al aparcamiento del County Ground, el estadio del Swindon Town F.C..

El flujo de tráfico alrededor de la rotonda interior más grande se realiza en sentido antihorario, mientras que el flujo del tráfico en las cinco mini-rotondas interiores y en el círculo exterior se realiza siguiendo el sentido de las agujas del reloj.
Se considera que su construcción fue un éxito para la ciudad, ya que incrementó el número máximo de vehículos que pueden cruzar la intersección («saturación») desde 5100 vehículos por hora a 6200 vehículos por hora y tiene un número de accidentes relativamente bajo para este tipo de intersecciones.

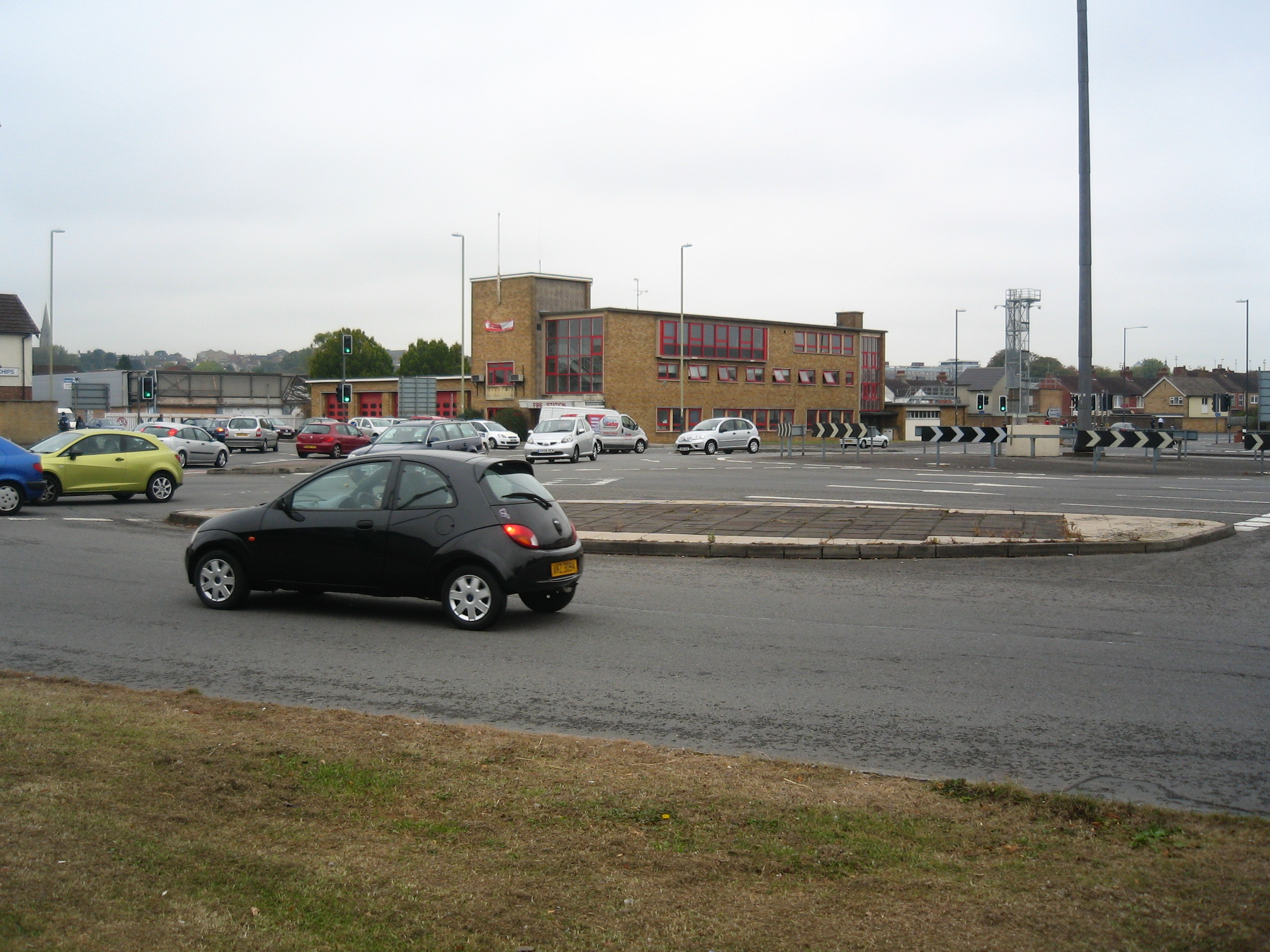
Vista parcial de la mitad sur.
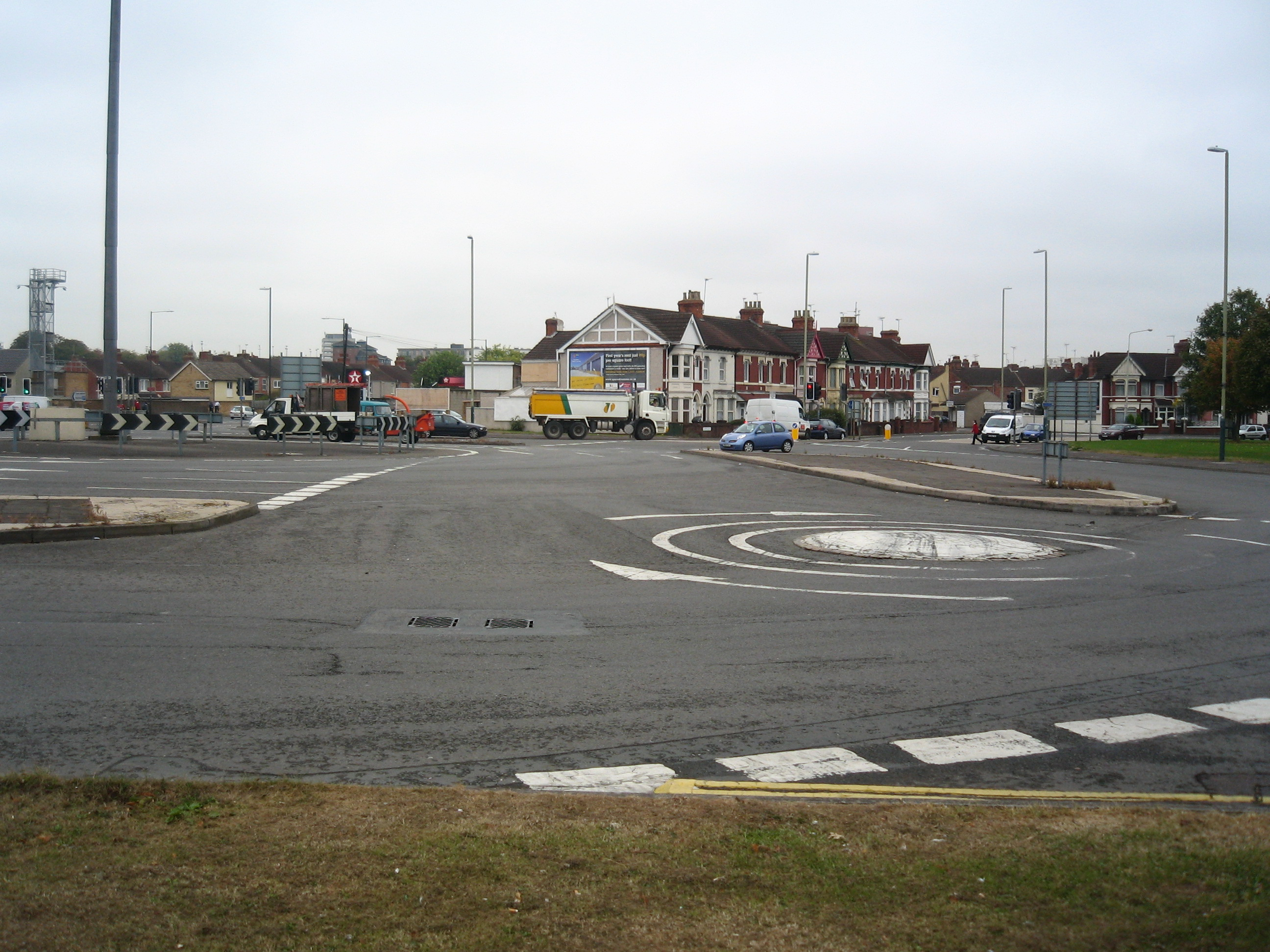
Vista parcial de la mitad norte.
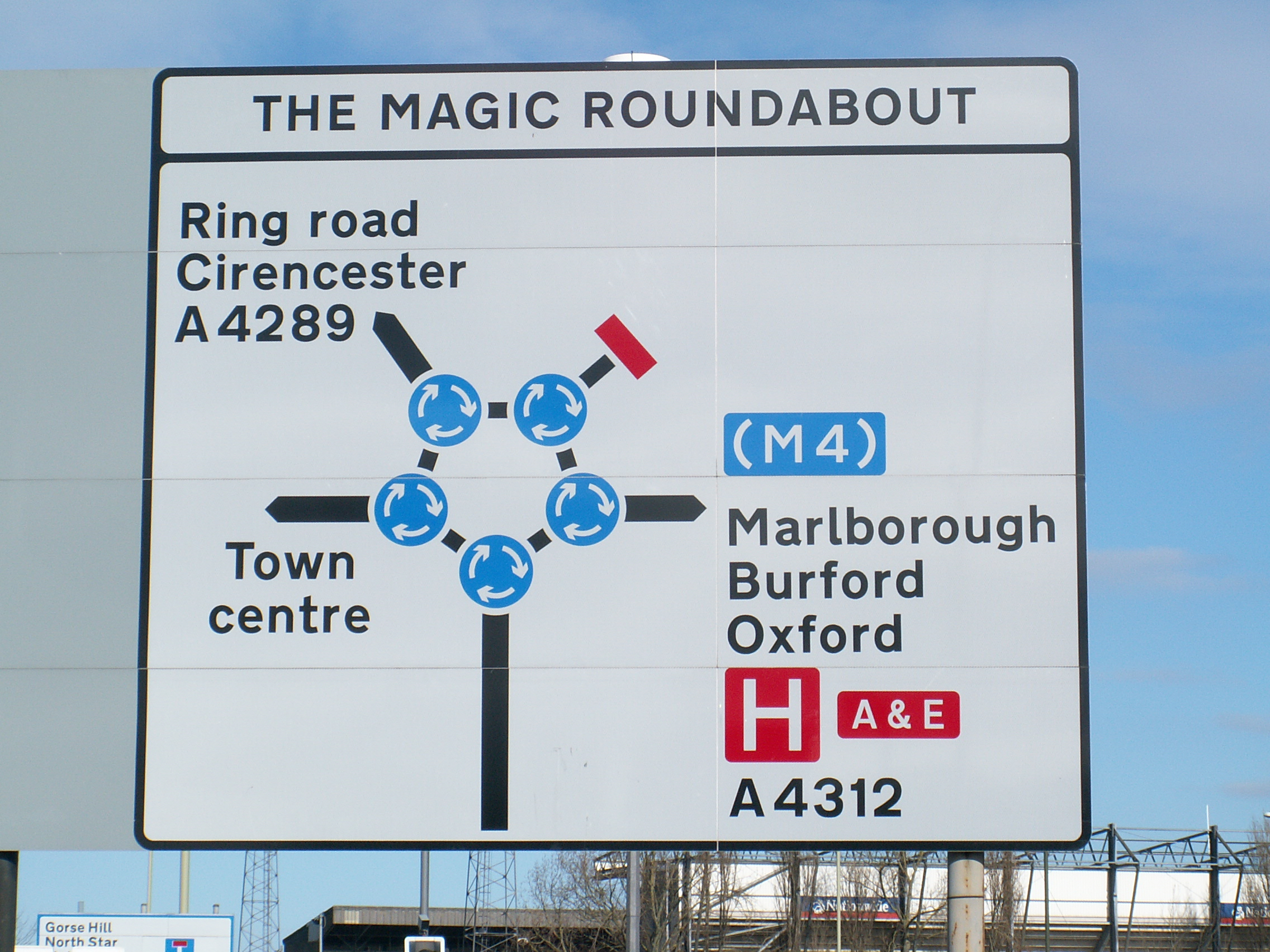
Señal de aproximación a la rotonda mágica de Swindon desde el sur.